# Rafael Frühbeck de Burgos
Rafael Frühbeck (* 15. September 1933 in Burgos; † 11. Juni 2014 in Pamplona), bekannt unter seinem Künstlernamen Rafael Frühbeck de Burgos, war ein spanischer Dirigent deutscher Herkunft.

## Leben
Rafael Frühbecks Eltern waren Deutsche; sein Vater wurde im Ersten Weltkrieg verwundet. Während dessen Beschäftigung nach dem Krieg für die spanische Abteilung einer deutschen Firma ließ er sich in Spanien nieder, um weniger reisen zu müssen, und holte später seine deutsche Verlobte aus Deutschland nach Spanien. Rafael Frühbeck erhielt durch seine Mutter eine erste Einführung ins Geigenspiel. Im Alter von 14 Jahren wirkte er als Konzertmeister des örtlichen Orchesters. Er studierte Violine, Klavier und Komposition in Bilbao, Madrid sowie an der Musikhochschule München, wo er sein Dirigierstudium mit summa cum laude abschloss.
Stationen seiner Dirigentenlaufbahn von 1958 bis 2014 waren Bilbao (1958–1962), Madrid (Leitung des Spanischen Nationalorchesters 1962–1978), Düsseldorf und Wien. Von 1994 bis 2000 war er künstlerischer Leiter des Rundfunk-Sinfonieorchesters Berlin. 1992 bis 1997 war er Generalmusikdirektor der Deutschen Oper Berlin und wirkte von 2001 bis 2007 als künstlerischer Leiter des Orchestra Sinfonica Nazionale della Rai in Turin, Radiotelevisione Italiana. Beginnend mit der Spielzeit 2004 bis zur Spielzeit 2010/2011 war er Chefdirigent und künstlerischer Leiter der Dresdner Philharmonie.  Zudem gründete er in seiner Heimatstadt Burgos ein Musikfestival. Seit der Saison 2012/13 war er Chefdirigent des Dänischen Radio-Sinfonieorchesters, gab diese Position im Juni 2014 wenige Tage vor seinem Tod aus gesundheitlichen Gründen auf.
Frühbeck de Burgos zählte zu den bedeutendsten spanischen Dirigenten des späten 20. und frühen 21. Jahrhunderts. Er gastierte häufig bei großen Orchestern der Welt. Er besaß ein umfangreiches Repertoire, das er meist auswendig dirigierte. Seine Vorliebe galt dem Repertoire der Spätromantik, groß besetzte Werke zwischen Johannes Brahms und Richard Strauss fand man am häufigsten in seinen Konzertprogrammen. 1986 war er Dirigent der Uraufführung von Gian Carlo Menottis Oper Goya in Washington.
Frühbeck de Burgos spielte über 100 Schallplatten ein. Einige von ihnen zählen zu den Klassikern: Mendelssohns Elias und Paulus, Mozarts Requiem, Orffs Carmina burana, Bizets Carmen in der Urfassung sowie das Gesamtwerk seines Landsmannes Manuel de Falla. 2004 erschien seine erste CD mit der Dresdner Philharmonie, eine Einspielung mit Werken von Richard Strauss (Don Quixote, Don Juan und Till Eulenspiegel).
Seit 1959 war Frühbeck de Burgos mit María del Carmen Martínez de Frühbeck verheiratet. Aus der Ehe gingen zwei Kinder hervor: Rafael Frühbeck Martínez und Gema Frühbeck Martínez.
Rafael Frühbeck de Burgos starb im Juni 2014 im Alter von 80 Jahren in Pamplona an den Folgen einer Krebserkrankung.

## Auszeichnungen
Frühbeck de Burgos wurde mit zahlreichen Preisen ausgezeichnet, so unter anderem mit dem Jacinto-Guerrero-Preis (1996), dem bedeutendsten spanischen Musikpreis. Darüber hinaus war er Ehrendoktor der Universität Navarra in Pamplona (1994) und der Universität Burgos (1998).
2010 wurde er in den USA von der Zeitschrift Musical America zum Conductor Of The Year (Dirigent des Jahres) gewählt.